# Děkanka Robertova

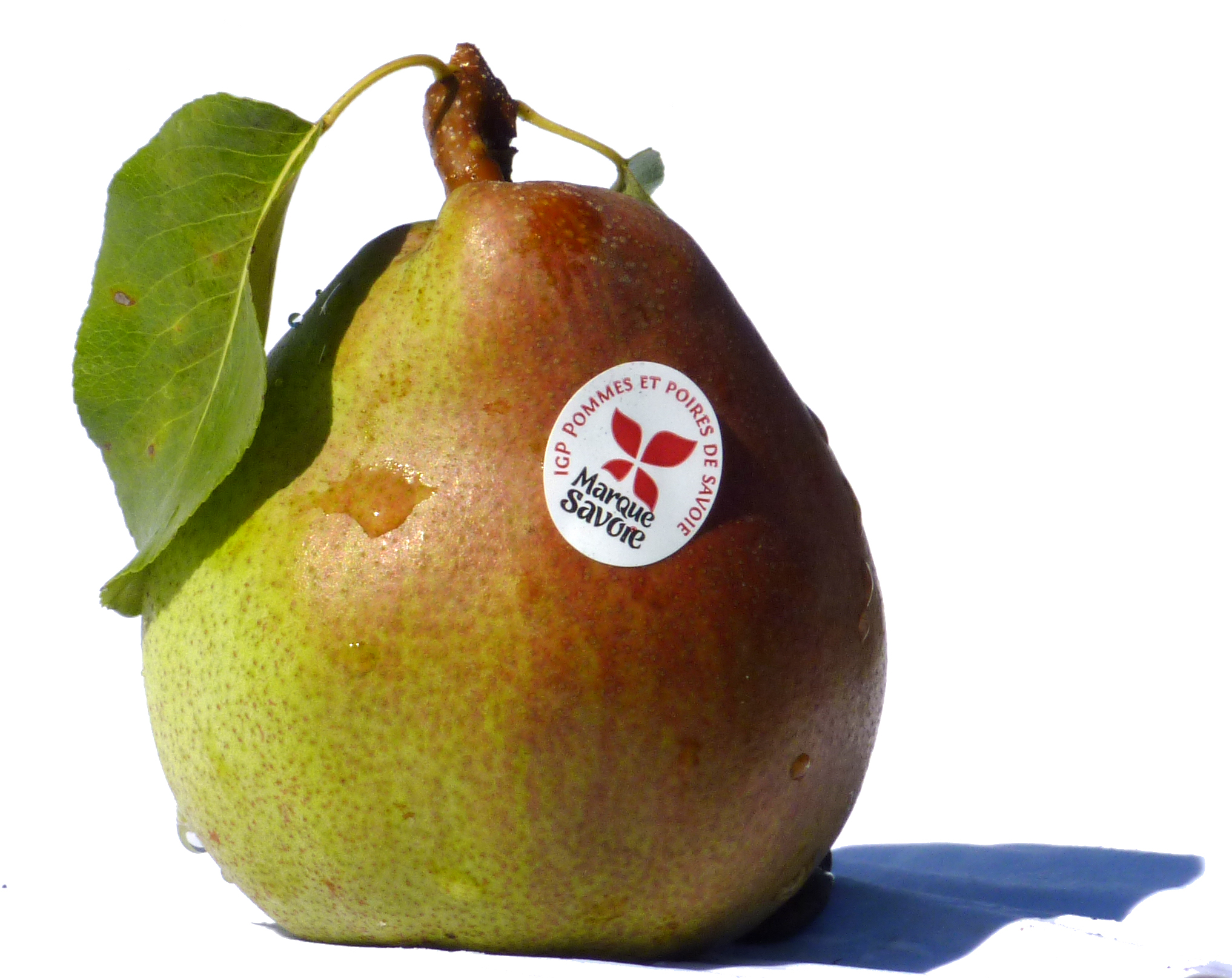

Děkanka Robertova (Pyrus communis 'Děkanka Robertova') je ovocný strom, kultivar druhu hrušeň obecná z čeledi růžovitých. Synonymum 'Comice'. Plody je řazena mezi podzimní odrůdy.

## Původ
Byla vyšlechtěna v Francii v roce 1849. Odrůda byla vypěstována na pokusné zahradě v Angers.

## Růst
Růst je bujný, později střední. Habitus koruny je pyramidální.

Vyžaduje průklest.

## Tvar, podnož a plodnost
Zákrsek, palmeta, čtvrtkmen. Pro malé tvary kdouloň, pro vyšší kmenné tvary semenáč. Na kdouloni je plodnost vždy lepší než na semenáči. Plodí poměrně pozdně, méně až málo, avšak pravidelně.

## Plod
Plod je kuželovitý, velký, mírně zhrbolený. Slupka žlutozeleně zbarvená, s oranžově červeným líčkem. Dužnina je nažloutlá, jemná, rozplývavá, se sladce navinulou chutí, aromatická, výborná. Plody se sklízejí v říjnu, dozrávají v listopadu, skladovatelné jsou do první dekády prosince.

## Opylování
Odrůda je cizosprašná. Vhodnými opylovači jsou odrůdy 'Clappova' a 'Williamsova'. Je dobrým opylovačem.

## Choroby a škůdci
Odrůda je považována za dostatečně odolnou proti strupovitosti a proti mrazu ve dřevě, květy jsou však málo odolné.